# Within Our Gates
 Within Our Gates – amerykański niemy film z 1920 roku w reżyserii i na podstawie scenariusza Oscara Micheauxa.

## Wyróżnienia
| Rok wpisania | National Film Registry |
| ------------ | --- |
| 1992         | Lista filmów budujących dziedzictwo kulturalne USA utworzona przez National Film Preservation Board i przechowywana w Bibliotece Kongresu Stanów Zjednoczonych |